# Smerdyna
Smerdyna is een dorp in de Poolse woiwodschap Święty Krzyż. De plaats maakt deel uit van de gemeente Staszów en telt 548 inwoners.